# Wilkoworowate
Wilkoworowate, wilki workowate (Thylacinidae) – wymarła rodzina drapieżnych ssaków niższych z rzędu niełazokształtnych (Dasyuromorphia). Najbardziej znany jej przedstawicielem był wilkowór tasmański (Thylacinus cynocephalus).

## Charakterystyka
Wilkoworowate zamieszkiwały Australię i Tasmanię. Na kontynencie australijskim zostały wyparte przez dingo australijskie ok. 3000 lat temu. Na Tasmanii zostały wytępione przez człowieka. Ostatnie okazy wyginęły w początkach XX wieku. Pozostałe gatunki zaliczane do rodziny Thylacinidae żyły w Australii w czasach prehistorycznych. Nimbacinus był tak duży jak lis. Na ziemi pojawiły się około 28 milionów lat temu

## Systematyka
Do rodziny należał jeden wymarły w czasach współcześnych rodzaj:
- Thylacinus  Temminck, 1824 – wilkowór

Opisano również rodzaje wymarłe w czasach prehistorycznych:
- Badjcinus Muirhead & Wroe, 1998[13] – jedynym przedstawicielem był Badjcinus turnbulli Muirhead & Wroe, 1998
- Maximucinus Wroe, 2001[14] – jedynym przedstawicielem był Maximucinus muirheadae Wroe, 2001
- Muribacinus Wroe, 1996[15] – jedynym przedstawicielem był Muribacinus gadiyuli Wroe, 1996
- Ngamalacinus Muirhead, 1997[16] – jedynym przedstawicielem był Ngamalacinus timmulvaneyi Muirhead, 1997
- Nimbacinus Muirhead & Archer, 1990[17]
- Tyarrpecinus Murray & Megirian, 2000[18] – jedynym przedstawicielem był Tyarrpecinus rothi Murray & Megirian, 2000
- Wabulacinus Muirhead, 1997[19] – jedynym przedstawicielem był Wabulacinus ridei Muirhead, 1997.